# أندرو بوتير
أندرو بوتير هو رئيس تحرير صحيفة كندي، ولد في 1972 في Teulon ‏ في كندا.